# Daweli Reinhardt
Alfons (Daweli) Reinhardt (Wiesbaden,  18 juli 1932 – Koblenz, 10 december 2016) was een Duitse gitarist die gipsy jazz speelde.

## Biografie
Reinhardt, wiens vader musicus en mandenvlechter was, groeide op in Koblenz-Lützel. In 1938 werd hij om racistische redenen met zijn familie gedeporteerd. In 1943 kwam hij terecht in het concentratiekamp Auschwitz-Birkenau, waar talrijke Sinti werden vermoord. Later werkte hij als dwangarbeider in Ravensbrück. Hij overleefde de dodenmarsen en keerde in 1945 terug naar Koblenz, waar hij uiteindelijk zijn brood verdiende als artiest en musicus.
Na lange tijd dansmuziek te hebben gespeeld, richtte hij in het midden van de jaren zestig met anderen het kwintet Schnuckenack Reinhardt op, dat de muziek van de Duitse Sinti meer bekend maakte. Als sologitarist nam hij in 1969 deel aan de opnames van het eerste album van de groep. Sinds 1973 speelde hij in het sextet van zijn zoon, Mike Reinhardt, met wie hij twee albums opnam.
In 2003 verscheen bij Fölbach-Verlag zijn autobiografie Hundert Jahre Musik der Reinhardts. Daweli erzählt sein Leben. In 2009 kreeg hij voor zijn werk als musicus en muzikale mentor de Orde van Verdienste van de deelstaat Rijnland-Palts. Over hem en zijn familie maakte Albert Treber dat jaar de documentaire Daweli Swing: Familie, Jazz und Lebensmut.